# Espiga (inflorescència)

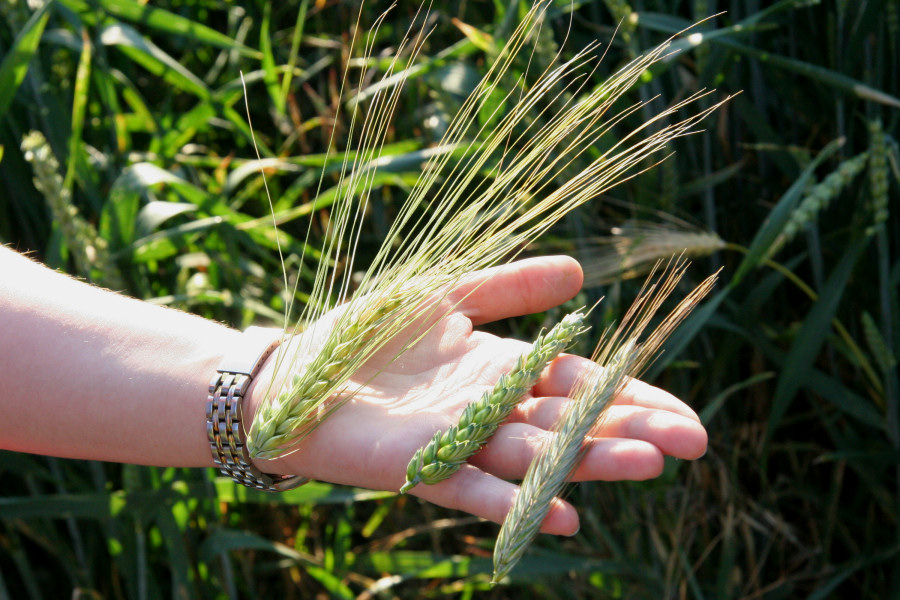
D'esquerra a dreta espigues d'ordi, blat i sègol.

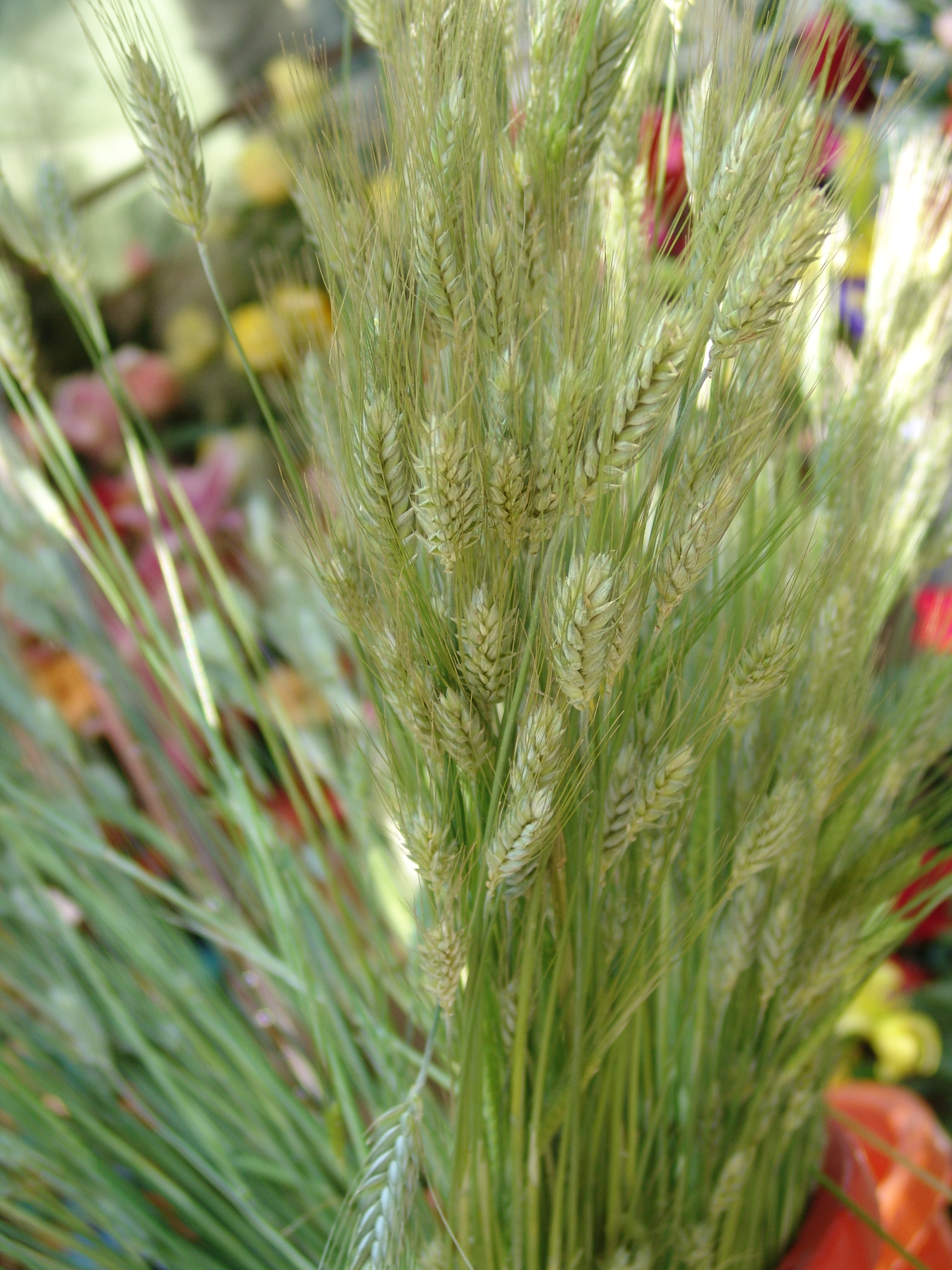
Ram d'espigues per decorar roses de la Diada de Sant Jordi.

L'espiga és un tipus d'inflorescència racemosa de flors sèssils (és a dir sense pedicel) disposades al llarg d'un raquis (l'eix d'una inflorescència). Quan aquest eix és gros i carnós aquest tipus d'inflorescència s'anomena espàdix.
Les espigues es presenten en moltes famílies: Poàcia, Arecàcia, Piperàcia i Orquidàcia entre d'altres.
L'espiga del blat i altres poàcies és una espiga composta, ja que en l'eix floral hi ha espiguetes sèssils (espícules) i no pas flors solitàries.

## Esquemes de racem, espiga i espàdix

Un racem
Una espiga
Un espàdix